# ジョヴァンニ・マルティーニ

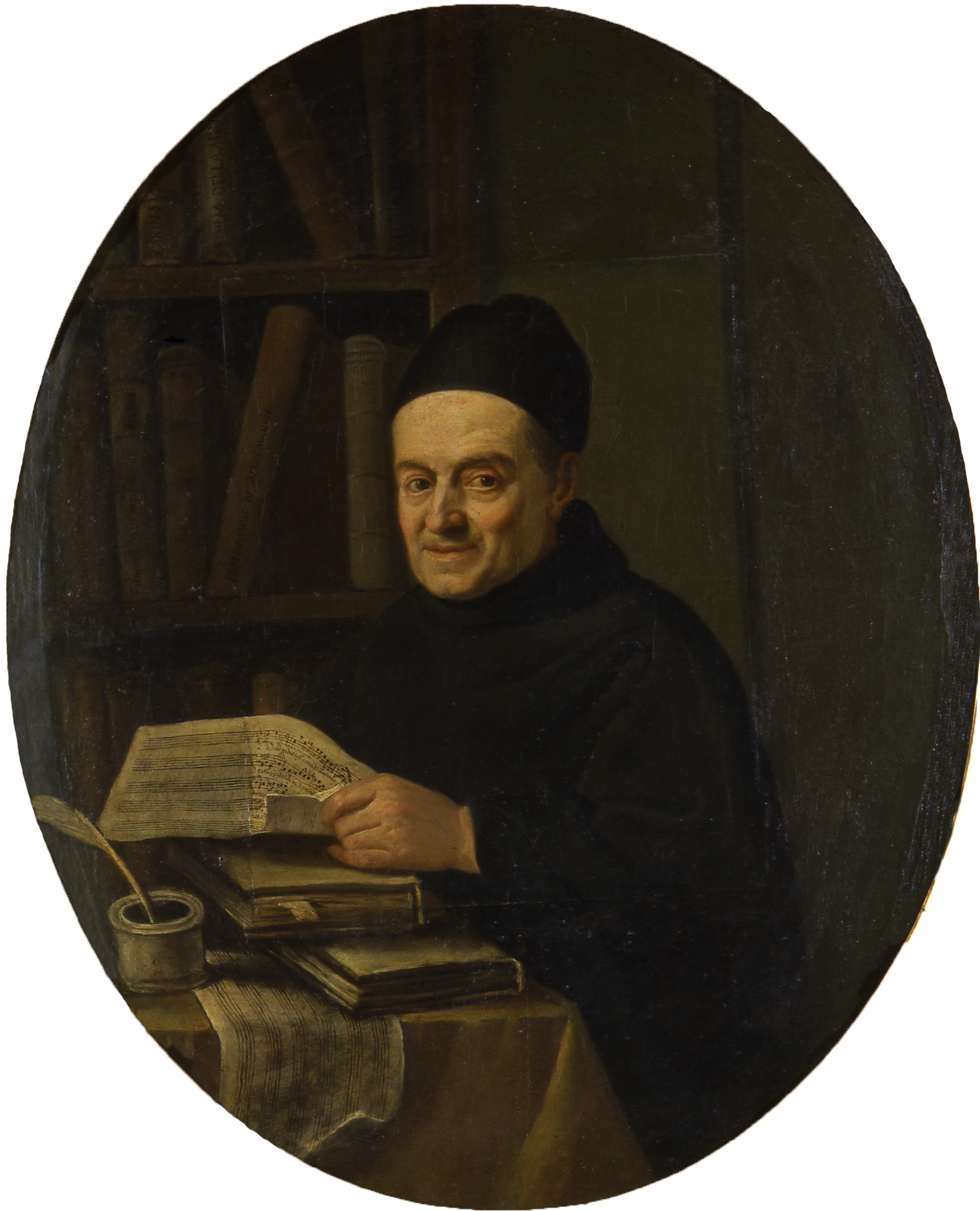
ジョヴァンニ・マルティーニ

マルティーニ師もしくはジョヴァンニ・バッティスタ・マルティーニもしくはジャンバッティスタ・マルティーニ（Padre Martini, Giovanni Battista Martini, Giambattista Martini, 1706年4月24日 - 1784年8月3日）は、ボローニャの傑出した音楽理論家、作曲家。ヨハン・クリスティアン・バッハやヨゼフ・ミスリヴェチェク、アンドレ＝エルネスト＝モデスト・グレトリ、ヴォルフガング・アマデウス・モーツァルトらに厳格対位法を指導したことで歴史に名を残している。作曲家のジョヴァンニ・バッティスタ・サンマルティーニやジャン・ポール・マルティーニは、紛らわしいが別人である。

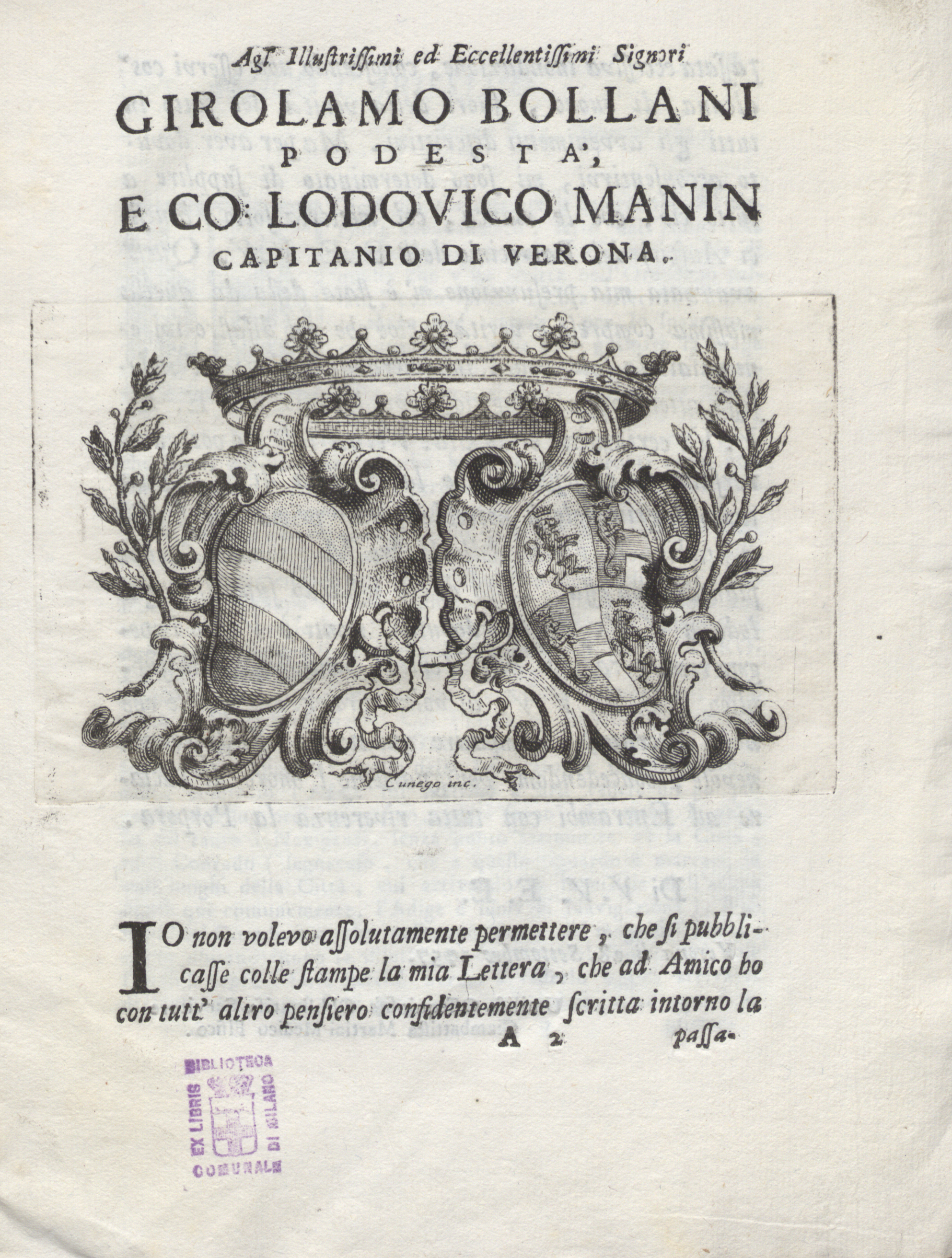
Lettera famigliare intorno l'inondazione di Verona (1757)

ヴァイオリニストの父アントニオ・マリア・マルティーニから音楽とヴァイオリンの手ほどきを受ける。後に声楽とチェンバロをプラディエーリ神父に、対位法をアントニオ・リッチエーリに師事。オラトリオ修道会の神父たちから古典教育を受けた後、ラゴのフランシスコ会修道院で修練期間に入る。修練を終えると、1722年9月11日に「フランシスコ会士」に迎えられた。1758年にボローニャの、アカデミア・フィラルモニカ会員ならびに科学研究所アッカデミア会員に選出された。
1725年に、19歳ではあったものの、ボローニャのサン・フランチェスコ教会楽長に任命され、その楽曲によって同地で注目を浴びる。アマチュアやプロの音楽家に誘われて作曲教室を開設し、数人の著名な音楽家を訓練する。音楽教師としてのマルティーニ神父は、ローマ楽派の古様式に対する偏愛を常に言明していた。また音楽史料の熱心な収集家であり、浩瀚な蔵書を誇っていた。チャールズ・バーニーは、総数1万7千冊にのぼると見積もっている。マルティーニ師の没後は、その一部がウィーン帝室図書館に移設され、残りはボローニャ（現在のリチェオ・ロッシーニ Liceo Rossini）に残されている。
たいていの同時代の音楽家が、マルティーニ師について尊敬をこめて述べており、レオポルト・モーツァルトは、息子ヴォルフガングの才能についてマルティーニ師の意見を仰いでいる。しかしながらアプト・フォーグラーは評価を保留し、フォックスの指導方針への共感から、マルティーニ師の哲学的な原理について非難した。だがこのような非難は、P.ヴァロッティの二番煎じに他ならなかった。
マルティーニ師のかなりの数の宗教曲は、相変わらず出版されていない。ボローニャのリチェオ・ロッシーニは、2曲のオラトリオの自筆譜を所蔵している。レクイエムとその他の宗教曲はウィーンに現存する。《祝福されたる処女マリアのリタニアならびに最後のアンティフォナ Litaniae atque antlphonae finales B. V. Mariae》は、1734年にボローニャで出版され、12曲の《器楽曲集 Sonate d'intavolalura》や、6つの《鍵盤楽器のためのソナタ Sonate per i'organo ed il cembalo》（1747年）と《二重奏のための室内ソナタ Duetti da camera》（1763年）も出版された。
マルティーニ師の最も重要な作品は、『音楽史 Storia delia musica』（1757年～1781年著、ボローニャ）と『対位法教練 Saggio dl contrapunto』（1774年～1775年、同）である前者は、そのうち3巻が古代の音楽について割かれ、著者の壮大な計画のほんの一端を示して、濃密な調査研究を物語っているものの、無味乾燥で月並みな文体で書かれており、史実に基づくと見做しえないような論題で溢れ返っている。各章の始まりと終わりには、謎カノンが断片的に示されており、読者が応答声部の入りや音程を確定しなければならない。そのいくつかはすこぶるつきの難題であったが、ルイジ・ケルビーニによって全問が解決された。
『対位法教練』は、内容の充実した有益な著書である。イタリアやスペインの過去の最もすぐれた大家の重要な譜例を含んでおり、すぐれた解説文も載っている。主に、単旋律聖歌の旋法と、単旋律聖歌に基づく対位法の敷衍の仕方が論じられている。